# 桜田愛音
桜田 愛音（さくらだ あのん、2001年9月23日 - ）は、日本のグラビアアイドル、レースクイーン、女優。アイドルユニット「カメレオンリパブリック」のメンバー。埼玉県出身。”埼玉貧乳説を覆す、Gカップグラビアアイドル”として注目を集めている。

## 経歴
2019年9月、初のグラビアDVD『HR -日直 桜田愛音-』をリリースし、グラビアアイドルとしてデビュー。
同年12月、初舞台『ラスト...スタント’19』に出演しており、女優としてもデビューしている。
2020年3月1日、マグニファイエンタテインメントに所属することを発表。
2021年、桜りん、徳江かな、宮永薫とともにアイドルユニット「カメレオンリパブリック」を結成し、8月12日にデビューライブを行う。
2023年2月、マグニファイエンタテインメント契約満了の為、退所。
2024年3月、PACIFIC RACING TEAMから発表されたレースクイーンユニット『Pacific Fairies(パシフィックフェアリーズ)』の2024年メンバーに選出。

## 人物
- 趣味はアニメ鑑賞。特技はフルート、踊ってみたカテゴリのダンス、リズム感[1][9]。
- グラビアを始めたきっかけは、女優志望であることを知っていた母親からの「女優さんでもグラビア出身の方はいるんだよ」というプレゼンから[10]。
- グラビアアイドルとしてのチャームポイントは胸とくびれと鎖骨を挙げている[10]。
- 目標とする人物にとして石原さとみ、綾瀬はるか、広瀬すずを挙げている[11]。
- 父親は元プロ野球選手(日本ハム)であることをテレビ番組(「よゐこ風呂」#2)で公表。

## 作品

### DVD
- HR - 日直 桜田愛音（2019年9月28日、エスデジタル）
- HR - 日直 桜田愛音-2限目（2020年3月30日、エスデジタル）[12]
- 夏の音色にゆられて（2020年12月18日、イーネット・フロンティア）[13][14]
- Cherry（2021年3月20日、ラインコミュニケーションズ）
- おとなになる～19 to 20～（2021年9月24日、エスデジタル）

## 出演

### TV
- 鎧美女#66（2020年5月20日、フジテレビONE）甲冑:大友宗麟

- よゐこ風呂#2（2021年4月23日、フジテレビONE）

### 舞台
- ラスト…スタント’19（2019年12月4日-12月8日、東京ザムザ阿佐ヶ谷）

- 魔女エステリーゼの事件簿 贋と軀編（2023年11月14日-11月19日、萬劇場）

## 出版

### 雑誌
- 週刊ヤングジャンプ（No.36・37）（2020年8月6日、集英社）
- 週刊プレイボーイ（No.29）（2020年7月06日、集英社）
- 週刊プレイボーイ（No.27・28）（2020年6月22日、集英社）
- 週刊プレイボーイ（No.6）（2020年1月28日、集英社）
- 週刊ヤングマガジン（2019年51号）（2019年11月18日、講談社）